# Tenuipalpus comatus
Tenuipalpus comatus är en spindeldjursart som beskrevs av Meyer 1993. Tenuipalpus comatus ingår i släktet Tenuipalpus och familjen Tenuipalpidae. Inga underarter finns listade i Catalogue of Life.